# バクニン市
バクニン市（Thành phố Bắc Ninh /城庯北寧  発音）はベトナムの紅河デルタ地方のバクニン省の省都である。文化、行政、商業の全てで省の中心である。面積は82.60km2で、人口は2018年時点で223,616人である。2006年1月にバクニン市社からバクニン市に昇格した。

## 歴史
北寧という地名は漢越語から来ている。
1884年3月、フランス軍と黒旗軍の間でバクニンの戦いが行われた。バクニンはフランスに占領された。

フランスの支配下で、バクニンは省の政治、経済、文化の中心地になった。

当時ヨーロッパではバクニンは漆や真珠貝工芸の産地として知られていた。

1904年、バクニン駅が開業した。
1946年、バクニンでベトミンがフランス軍に奇襲を仕掛けた。

## 行政区画
以下の19坊を管轄する。
- ダイフック坊（Đại Phúc / 大福）
- ダプカウ坊（Đáp Cầu / 塔梂）
- ハプリン坊（Hạp Lĩnh / 合嶺）
- ホアロン坊（Hòa Long / 和隆）
- カクニエム坊（Khắc Niệm / 克念）
- クックスエン坊（Khúc Xuyên / 曲川）
- キムチャン坊（Kim Chân / 金真）
- キンバク坊（Kinh Bắc / 京北）
- ナムソン坊（Nam Sơn / 南山）
- ニンサー坊（Ninh Xá / 寧舍）
- フォンケー坊（Phong Khê / 封溪）
- スオイホア坊（Suối Hoa / 𤂬花）
- ティーカウ坊（Thị Cầu / 市梂）
- ティエンアン坊（Tiền An / 前安）
- ヴァンアン坊（Vạn An / 萬安）
- ヴァンズオン坊（Vân Dương / 雲陽）
- ヴェーアン坊（Vệ An / 衛安）
- ヴァークオン坊（Võ Cường / 武強）
- ヴーニン坊（Vũ Ninh / 武寧）

## 写真

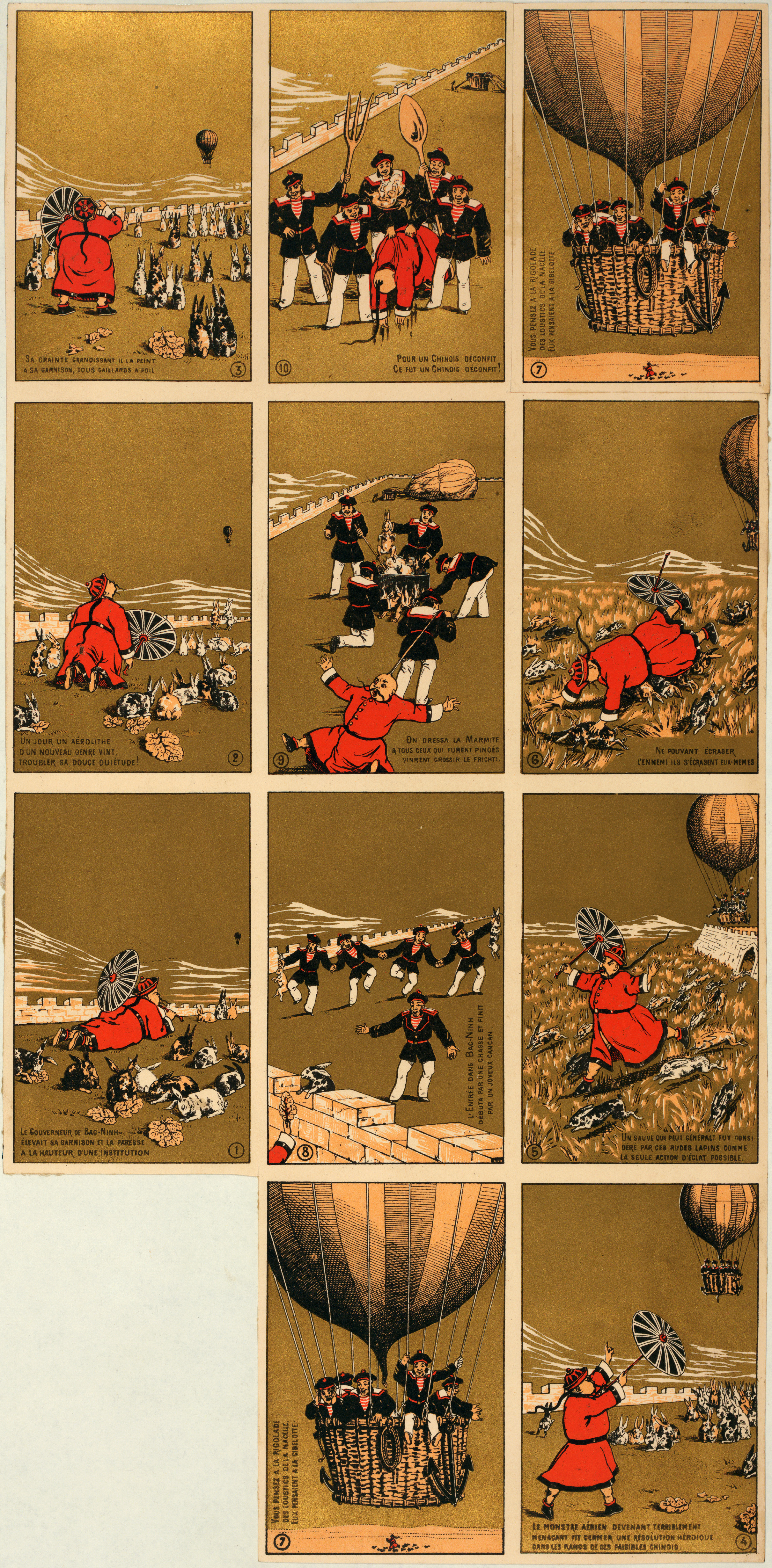
バクニンの統治者を描いた札。丘の上で兎とくつろいでいるが、水兵を運ぶ風船が近付くのを恐れている。
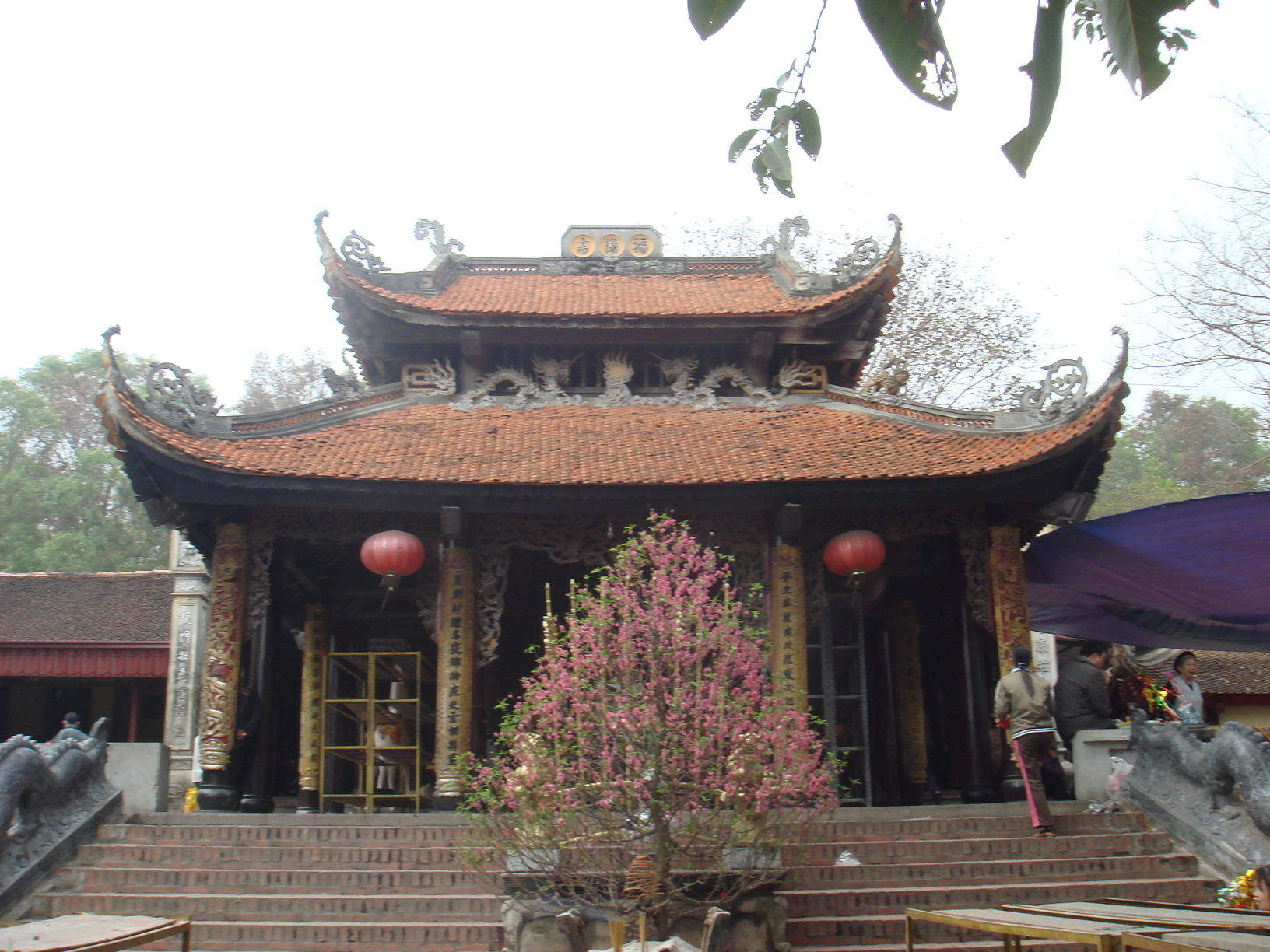
バ・チュア・ホ寺
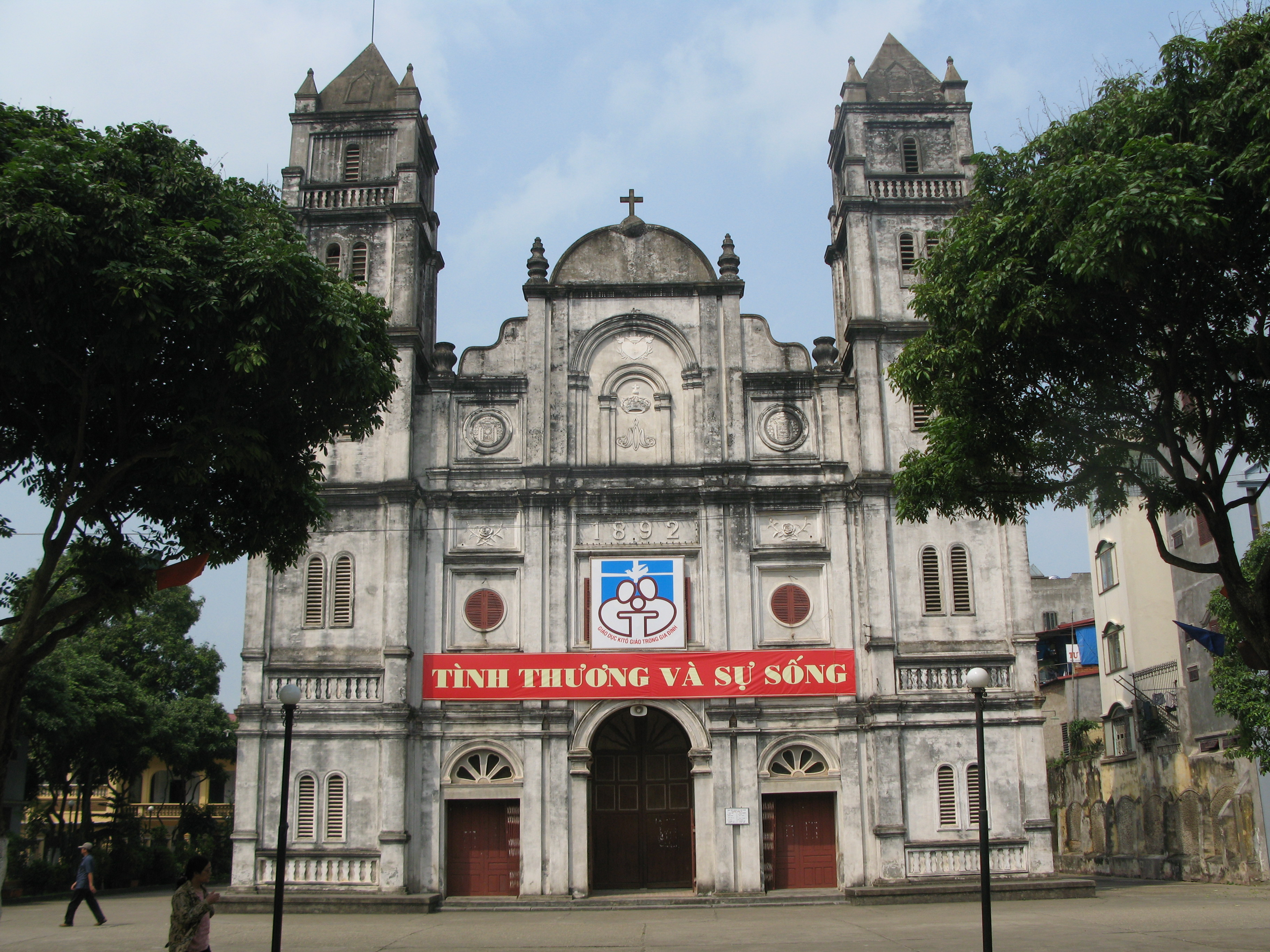
バクニン大聖堂